# Adele Astaire
Pour les articles homonymes, voir Astaire.
Adele Astaire est une actrice, danseuse et chanteuse américaine, née le 10 septembre 1896 à Omaha (Nebraska). Elle est morte le 25 janvier 1981 à Tucson (Arizona).

## Biographie
Adele Astaire devint, aux côtés de son frère Fred Astaire, une des grandes sensations théâtrales tant aux États-Unis qu'en Angleterre, dansant dans une série de onze comédies musicales.
À l'âge de neuf ans, elle commence une carrière dans le music-hall en compagnie de son frère, avant d'obtenir un premier grand succès en 1917, à Broadway, dans Over the Top, qui sera suivi de The Passing Show of 1918. Bonne comédienne, Adele jouera aussi dans des productions comme Funny Face, Lady, Be Good !, Smiles, For Goodness Sake et The Band Wagon.
En 1931, alors au sommet de sa carrière, elle abandonne tout pour se marier avec Lord Charles Cavendish (en). Trois ans après le décès de Lord Charles, en 1944, elle se remarie avec le banquier Kingman Douglass (en) (décédé en 1971) à qui elle survivra.

## Filmographie

### Scénariste
- 1937 : Round the Film Studios